# صلاة القلق (رواية)
صلاة القلق هي رواية للكاتب محمد سمير ندا صادرة عن دار ماسكيلياني للنشر والتوزيع في تونس 2024، وحازت على الجائزة العالمية للرواية العربية لسنة 2025.

## الموضوع
يطرح العمل سؤالًا عن قدرة الإنسان على التحرر من الأوهام، وكيف يمكنه إعادة النظر في الحقائق التي تحيط به. الرواية تدفع القارئ إلى التفكير في تأثير السلطة والجهل، وحتمية البحث عن الحرية رغم العوائق.

## القصة
رواية صلاة القلق للكاتب محمد سمير ندا تسرد أحداثها في نجع المناسي، قرية معزولة في الصعيد، تعيش تحت تأثير الحرب مع إسرائيل، رغم انقطاعها عن العالم الخارجي. يعاني سكانها من وباء غامض، ويجدون أنفسهم محاصرين بين الأسطورة والواقع، حيث يتحدث ثمانية أشخاص عن حياتهم وصراعاتهم اليومية، كلٌّ منهم يحمل جانبًا من لغز النجع.

## أبطال الرواية
- رنوح النحال: يعمل في جمع العسل، ويمثل وجهًا من وجوه الحكمة في النجع.
- محروس الدباغ: رجل يعمل في معالجة الجلود، يحمل أفكارًا خاصة عن العالم المحيط به.
- وداد القابلة: الداية التي تلعب دورًا محوريًا في مصير المواليد الجدد، مع سرٍ غامض يخفيه الجميع.
- عاكف الكلاف: متخصص في صناعة الأحبال، وهو شخصية مشدودة بين الحقيقة والخيال.
- محجوب النجار: يسعى لحفر نفق للهروب من النجع، آملاً في كسر العزلة المفروضة عليهم.
- شواهي الراقصة: المرأة التي تحاول النجاة وسط القيود الاجتماعية وتملك أسرارًا كثيرة عن الجميع.
- زكريا النساج: يحترف النسيج، لكنه أيضًا شخصية غامضة تحمل تأملات عن الحياة والمصير.
- جعفر الولي: رجل يُعتقد أنه مات مرتين ليصبح وليًا بين الناس، ويتصل بممارسات دينية وأساطير محلية.[4]

## أعلام ذكرت في الرواية

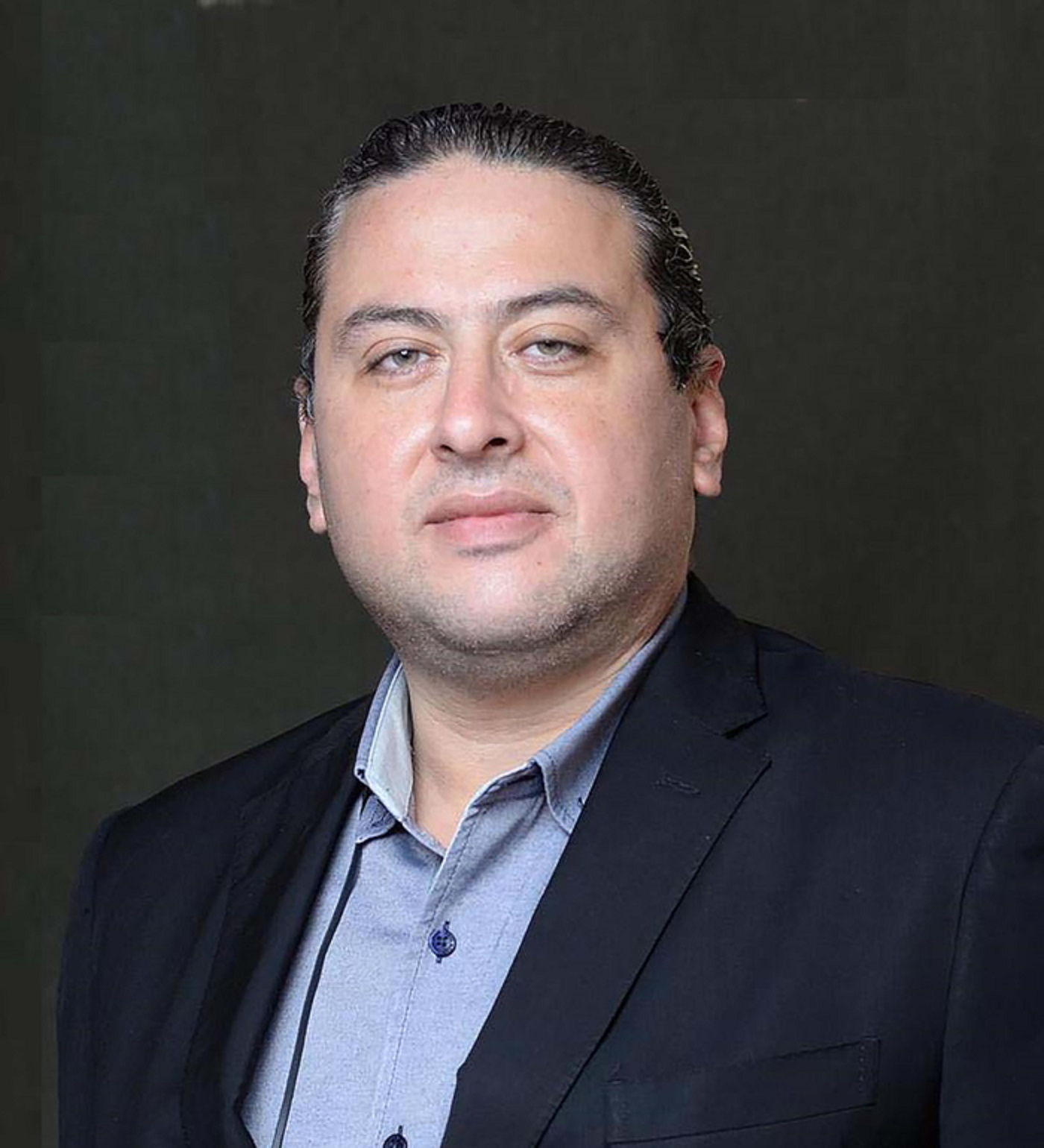
كاتب الرواية

عبد الحليم حافظ.
جمال عبد الناصر.

## أسلوب الرواية
قال رئيس مجلس أمناء الجائزة العالمية للرواية العربية ياسر سليمان:" «إن صلاة القلق رواية بديعة في بنيتها، جاذبة في أسلوبها، أخاذة في شاعرية لغتها، وآسرة في مضامينها المفتوحة التي تؤهلها، مجتمعة، لأن تصبح رواية مكرّسة من روايات الأدب العربي في المستقبل."»